# Tylertown
La ville de Tylertown est le siège du comté de Walthall, situé dans l'État du Mississippi, aux États-Unis.